# ゲルハルト5世 (ユーリヒ伯)
ゲルハルト5世（ドイツ語：Gerhard V., 1250年以前 - 1328年7月29日）またはゲルハルト7世（Gerhard VII.）は、ユーリヒ伯（在位：1297年 - 1328年）。

## 生涯
ゲルハルトはユーリヒ伯ヴィルヘルム4世と、ゲルデルン伯ゲルハルト4世の娘リヒャルダ・フォン・ゲルデルンとの間の息子である。
ゲルハルトは兄ヴァルラムの跡を継いでユーリヒ伯となり、1298年のゲルハイムの戦いではドイツ王アドルフ・フォン・ナッサウを支援したが、アルブレヒト1世に降伏しすべての領地を確保することができた。1300年、ゲルハルトはファルツ選帝侯と対立するアルブレヒト1世を支援し、カイザースヴェルト、（メンヒェン＝）グラートバッハ、ケッセル＝グレーヴェンブローホ、ライト、ミュンスターアイフェル/ベルクハイム、ミューレナルクなどの川の通行料を獲得した。1313年、ゲルハルトはドイツ王位争いにおいてバイエルン公ルートヴィヒ4世を支持し、ケルン大司教の意に反してアーヘンでの戴冠式挙行を支援した。

## 子女
ゲルハルトは最初にカッセル伯ヴィルヘルムの娘と結婚した。2度目にアールスコート領主ゴドフロワ（ブラバント公アンリ3世の息子）の娘エリーザベト・フォン・ブラバント＝アールスコートと結婚し、以下の子女をもうけた。
- ヴィルヘルム5世（1世）（1299年頃 - 1361年） - ユーリヒ伯（5世）、のちユーリヒ公（1世）
- マリー（1353年没） - フィルネブルク伯ハインリヒ2世（1338年没）と結婚、クレーフェ伯ディートリヒ7世（9世）（1347年7月7日没）と結婚、コンラート2世・フォン・ザッフェンベルク（1377年9月17日以降没）と結婚。
- エリザベート - ザイン伯ヨハン2世（1359年没）と結婚、ゴットフリート5世・フォン・ハルツフェルト（1371年没）と結婚
- リヒャルディス（1360年没） - 下バイエルン公オットー4世と結婚
- ヴァルラム（1322年 - 1349年8月14日） - ケルン大司教
- ゴットフリート（1335年5月3日没） - ベルクハイム領主

庶子のうちハインリヒ・フォン・ユーリヒは、教皇特使や律修司祭をつとめた。